# Cymothoe leonis
Cymothoe leonis är en fjärilsart som beskrevs av Aurivillius 1912. Cymothoe leonis ingår i släktet Cymothoe och familjen praktfjärilar. Inga underarter finns listade i Catalogue of Life.